# Saison 4 de Buffy contre les vampires
Chronologie
Saison 3 Saison 5 et Saison 2 d'Angel
La saison 4 de Buffy contre les vampires, composée de 22 épisodes. Elle reprend l'histoire de Buffy Summers, de son entrée à l'université jusqu'à la nuit suivant son combat contre Adam.

## Événements principaux
Plusieurs mois après la destruction du lycée et la cérémonie de remise des diplômes, Buffy, Willow et Oz entrent à l'université de Sunnydale, alors qu'Alex, n'étant dans aucune faculté, et Giles, ayant démissionné du Conseil, cherchent encore leur voie. L'entrée dans cette nouvelle période de sa vie est d'abord difficile pour la Tueuse, isolée de sa famille et de ses amis, mais elle continue de tuer les vampires. Alors qu'Alex se met en couple avec Anya, Willow — quittée par Oz après qu'il a compris qu'il ne peut contrôler ses transformations et ses pulsions de loup-garou —, se met en couple avec Tara, une autre sorcière. Buffy finira par se mettre en couple avec Riley Finn, l'assistant de l'un de ses professeurs, Maggie Walsh, et Faith sortira de son coma pour tenter brièvement de s'en prendre à Buffy et ses amis avant de quitter Sunnydale pour Los Angeles. 
Le principal arc narratif de la saison s'axe sur l'existence de l'Initiative, une agence militaire et scientifique secrète du gouvernement des États-Unis. Implantée sous le campus de l'université, elle est chargée de lutter et d'étudier les créatures démoniaques et est dirigée par la professeur Walsh, et Riley est l'un de ses membres. Revenu à Sunnydale pour se venger, Spike sera capturé et enfermé par l'agence avant de réussir s'échapper, mais devra par la suite vivre avec une puce électronique implantée dans sa tête qui l'empêche de faire du mal à un être humain, et coopérera plusieurs fois, bon gré mal gré, avec la Tueuse et ses amis. 
Alors que Buffy, après avoir appris l'existence de l'agence, tente de travailler avec elle, sa découverte de l'existence du projet secret 314 pousse la professeure Walsh à tenter en vain de l'assassiner. Le tournant de la saison se produit lorsque Walsh est tuée par le projet 314, qui n'est autre qu'Adam, un être humanoïde mi-machine mi-démon conçu comme devant être un super-soldat, créé à partir de morceaux de corps des démons capturés et tués par l'Initiative. Adam tente par la suite de provoquer un affrontement entre les soldats de l'agence et le plus grand nombre de vampires et de démons possible, afin de pouvoir créer, à partir des corps des défunts, une armée de super-soldats. Avec ses amis, Buffy découvre son plan. Malgré ses divergences avec les dirigeants de l'agence, Buffy arrive à vaincre Adam, aidée de Riley et d'un rituel magique exécuté par Willow, Alex et Giles invoquant l'esprit de la Première Tueuse. Le gouvernement décide après cet échec de dissoudre l'Initiative. Le dernier épisode de la série voit l'esprit de la Première Tueuse hanter les rêves du groupe par vengeance pour avoir été invoquée, avant d'être vaincue par Buffy, non sans avoir annoncé de manière cryptique plusieurs évènements de la cinquième saison.    

## Distribution

### Acteurs crédités au générique
- Sarah Michelle Gellar (VF : Claire Guyot) : Buffy Summers
- Nicholas Brendon (VF : Mark Lesser) : Alexander Harris
- Alyson Hannigan (VF : Virginie Ledieu) : Willow Rosenberg
- Seth Green (VF : Franck Capillery) : Oz (8 épisodes, au générique des épisodes 1 à 6)
- Marc Blucas (VF : Bruno Raina) : Riley Finn (20 épisodes, au générique à partir de l'épisode 11)
- James Marsters (VF : Serge Faliu) : Spike (18 épisodes, au générique à partir de l'épisode 7)
- Anthony Stewart Head (VF : Nicolas Marié) : Rupert Giles

### Acteurs récurrents
- Emma Caulfield (VF : Marine Boiron) : Anya Jenkins (15 épisodes)
- Amber Benson (VF : Laurence Crouzet) : Tara Maclay (12 épisodes)
- Leonard Roberts (VF : Bertrand Liebert) : Forrest Gates (12 épisodes)
- Bailey Chase (VF : Denis Laustriat) : Graham Miller (10 épisodes)
- Lindsay Crouse (VF : Emmanuelle Bondeville) : Maggie Walsh (9 épisodes)
- George Hertzberg (VF : Pascal Renwick) : Adam (8 épisodes)
- Kristine Sutherland (VF : Danièle Douet) : Joyce Summers (5 épisodes)
- Adam Kaufman (VF : Fabrice Josso) : Parker Abrams (5 épisodes)
- Mercedes McNab (VF : Valérie Siclay) : Harmony Kendall (4 épisodes)
- David Boreanaz (VF : Patrick Borg) : Angel (3 épisodes)
- Eliza Dushku (VF : Sophie Riffont) : Faith (2 épisodes)
- Danny Strong (VF : Patrick Delage) : Jonathan Levinson (1 épisode)
- Robin Sachs (VF : Luc Bernard) : Ethan Rayne (1 épisode)
- Elizabeth Anne Allen : Amy Madison (1 épisode)

## Équipe de production
| - James A. Contner : 6 épisodes - Joss Whedon : 4 épisodes - David Grossman : 4 épisodes - David Solomon : 3 épisodes - Michael Gershman : 2 épisodes - Tucker Gates : 1 épisode - Michael Lange : 1 épisode - Nick Marck : 1 épisode | - Marti Noxon : 5 épisodes (dont 1 en collaboration) - Jane Espenson : 5 épisodes (dont 1 en collaboration) - Joss Whedon : 4 épisodes - David Fury : 4 épisodes (dont 1 en collaboration) - Douglas Petrie : 3 épisodes - Tracey Forbes : 3 épisodes |

## Épisodes

### Épisode 1:Disparitions sur le campus
- États-Unis : 5 octobre 1999 sur The WB
- France : 
  - 8 juin 2000 sur Série Club
  - 16 septembre 2000 sur M6

- Marc Blucas (Riley Finn)
- Lindsay Crouse (Maggie Walsh)
- Kristine Sutherland ( Joyce Summers)
- Dagney Kerr (Kathy Newman)
- Katharine Towne (Sunday)
- Pedro Balmaceda (Eddie)

### Épisode 2:Cohabitation difficile
- États-Unis : 12 octobre 1999 sur The WB
- France : 
  - 15 juin 2000 sur Série Club
  - 23 septembre 2000 sur M6

- Adam Kaufman (Parker Abrams)
- Dagney Kerr (Kathy Newman)

### Épisode 3:Désillusions
- États-Unis : 19 octobre 1999 sur The WB
- France : 
  - 22 juin 2000 sur Série Club
  - 30 septembre 2000 sur M6

- Emma Caulfield (Anya Jenkins)
- Mercedes McNab (Harmony Kendall)
- Adam Kaufman (Parker Abrams)
- James Marsters (Spike)

### Épisode 4:Le Démon d'Halloween
- États-Unis : 26 octobre 1999 sur The WB
- France : 
  - 29 juin 2000 sur Série Club
  - 7 octobre 2000 sur M6

- Adam Kaufman (Parker Abrams)
- Kristine Sutherland (Joyce Summers)
- Emma Caulfield (Anya Jenkins)
- Lindsay Crouse (Maggie Walsh)
- Marc Blucas (Riley Finn)

### Épisode 5:Breuvage du diable
- États-Unis : 2 novembre 1999 sur The WB
- France : 
  - 6 juillet 2000 sur Série Club
  - 14 octobre 2000 sur M6

- Marc Blucas (Riley Finn)
- Adam Kaufman (Parker Abrams)
- Lindsay Crouse (Maggie Walsh)
- Paige Moss (Veruca)
- Eric Matheny (Colm)
- Stephen M. Porter (Jack, le propriétaire du bar)

### Épisode 6:Cœur de loup-garou
- États-Unis : 9 novembre 1999 sur The WB
- France : 
  - 13 juillet 2000 sur Série Club
  - 21 octobre 2000 sur M6

- Lindsay Crouse (Maggie Walsh)
- James Marsters (Spike)
- Paige Moss (Veruca)
- Marc Blucas (Riley Finn)

### Épisode 7:Intrigues en sous-sol
- États-Unis : 16 novembre 1999 sur The WB
- France : 
  - 20 juillet 2000 sur Série Club
  - 28 octobre 2000 sur M6

- Lindsay Crouse (Maggie Walsh)
- Marc Blucas (Riley Finn)
- Mercedes McNab (Harmony Kendall)
- Bailey Chase (Graham Miller)
- Leonard Roberts (Forrest Gates)
- Adam Kaufman (Parker Abrams)

### Épisode 8:L'Esprit vengeur
- États-Unis : 23 novembre 1999 sur The WB
- France : 
  - 27 juillet 2000 sur Série Club
  - 4 novembre 2000 sur M6

- Emma Caulfield (Anya Jenkins)
- Marc Blucas (Riley Finn)
- Mercedes McNab (Harmony Kendall)
- Bailey Chase (Graham Miller)
- Leonard Roberts (Forrest Gates)
- David Boreanaz (Angel)
- Tod Thawley (Hus, l'esprit Chumash)

### Épisode 9:Le Mariage de Buffy
- États-Unis : 30 novembre 1999 sur The WB
- France : 
  - 3 août 2000 sur Série Club
  - 11 novembre 2000 sur M6

- Emma Caulfield (Anya Jenkins)
- Marc Blucas (Riley Finn)
- Elizabeth Anne Allen (Amy Madison)

### Épisode 10:Un silence de mort
- États-Unis : 14 décembre 1999 sur The WB
- France : 
  - 10 août 2000 sur Série Club
  - 18 novembre 2000 sur M6

- Amber Benson (Tara Maclay)
- Marc Blucas (Riley Finn)
- Emma Caulfield (Anya Jenkins)
- Lindsay Crouse (Maggie Walsh)
- Phina Oruche (Olivia)
- Leonard Roberts (Forrest Gates)

- Épisode en grande partie muet.
- Première apparition d'Amber Benson, qui introduit le personnage de Tara Maclay.

### Épisode 11:La Fin du monde
- États-Unis : 18 janvier 2000 sur The WB
- France : 
  - 17 août 2000 sur Série Club
  - 25 novembre 2000 sur M6

- Leonard Roberts (Forrest Gates)
- Bailey Chase (Graham Miller)
- Ethan Erickson (Percy West)

### Épisode 12:314
- États-Unis : 25 janvier 2000 sur The WB
- France : 
  - 24 août 2000 sur Série Club
  - 2 décembre 2000 sur M6

- Robin Sachs (Ethan Rayne)
- Lindsay Crouse (Maggie Walsh)
- Amber Benson (Tara Maclay)
- Emma Caulfield (Anya Jenkins)

### Épisode 13:Piégée
- États-Unis : 8 février 2000 sur The WB
- France : 
  - 31 août 2000 sur Série Club
  - 9 décembre 2000 sur M6

- Lindsay Crouse (Maggie Walsh)
- Amber Benson (Tara Maclay)
- Emma Caulfield (Anya Jenkins)
- Leonard Roberts (Forrest Gates)
- Bailey Chase (Graham Miller)
- Jack Stehlin (Docteur Angleman)
- George Hertzberg (Adam)

### Épisode 14:Stress
- États-Unis : 15 février 2000 sur The WB
- France : 
  - 7 septembre 2000 sur Série Club
  - 16 décembre 2000 sur M6

- George Hertzberg (Adam)
- Amber Benson (Tara Maclay)
- Emma Caulfield (Anya Jenkins)
- Leonard Roberts (Forrest Gates)
- Bailey Chase (Graham Miller)
- Jack Stehlin (Dr. Angleman)
- Saverio Guerra (Willy)
- J.B. Gaynor (le petit garçon)

### Épisode 15:Une revenante, partie 1
- États-Unis : 22 février 2000 sur The WB
- France : 
  - 14 septembre 2000 sur Série Club
  - 23 décembre 2000 sur M6

- Kristine Sutherland (Joyce Summers)
- Harry Groener (Richard Wilkins)
- Eliza Dushku (Faith Lehane)
- Amber Benson (Tara Maclay)
- Bailey Chase (Graham Miller)
- Leonard Roberts (Forrest Gates)
- Alastair Duncan (Collins)
- Chet Grissom (l'inspecteur)

### Épisode 16:Une revenante, partie 2
- États-Unis : 29 février 2000 sur The WB
- France : 
  - 14 septembre 2000 sur Série Club
  - 30 décembre 2000 sur M6

- Kristine Sutherland (Joyce Summers)
- Emma Caulfield (Anya Jenkins)
- Eliza Dushku (Faith Lehane)
- Amber Benson (Tara Maclay)
- George Hertzberg (Adam)
- Leonard Roberts (Forrest Gates)
- Alastair Duncan (Collins)
- Chet Grissom (l'inspecteur)

### Épisode 17:Superstar
- États-Unis : 4 avril 2000 sur The WB
- France : 
  - 21 septembre 2000 sur Série Club
  - 6 janvier 2001 sur M6

- Emma Caulfield (Anya Jenkins)
- Danny Strong (Jonathan Levinson)
- Bailey Chase (Graham Miller)
- Amber Benson (Tara Maclay)
- George Hertzberg (Adam)
- Rob Benedict (Jape)
- John Saint-Ryan (Colonel George Haviland)

### Épisode 18:La Maison hantée
- États-Unis : 25 avril 2000 sur The WB
- France : 
  - 28 septembre 2000 sur Série Club
  - 13 janvier 2001 sur M6

- Emma Caulfield (Anya Jenkins)
- Amber Benson (Tara Maclay)
- Bailey Chase (Graham Miller)
- Leonard Roberts (Forrest Gates)
- Kathryn Joosten (Mme Holt)

### Épisode 19:Un amour de pleine lune
- États-Unis : 2 mai 2000 sur The WB
- France : 
  - 5 octobre 2000 sur Série Club
  - 20 janvier 2001 sur M6

- Seth Green (Oz)
- Emma Caulfield (Anya Jenkins)
- Amber Benson (Tara Maclay)
- Bailey Chase (Graham Miller)
- Leonard Roberts (Forrest Gates)
- George Hertzberg (Adam)
- Conor O'Farrell (Colonel McNamara)

### Épisode 20:Facteur Yoko
- États-Unis : 9 mai 2000 sur The WB
- France : 
  - 12 octobre 2000 sur Série Club
  - 27 janvier 2001 sur M6

- Emma Caulfield (Anya Jenkins)
- Amber Benson (Tara Maclay)
- David Boreanaz (Angel)
- Leonard Roberts (Forrest Gates)
- George Hertzberg (Adam)
- Conor O'Farrell (Colonel McNamara)

### Épisode 21:Phase finale
- États-Unis : 16 mai 2000 sur The WB
- France : 
  - 19 octobre 2000 sur Série Club
  - 3 février 2001 sur M6

- George Hertzberg (Adam)
- Emma Caulfield (Anya Jenkins)
- Amber Benson (Tara Maclay)
- Leonard Roberts (Forrest Gates)
- Bailey Chase (Graham Miller)
- Lindsay Crouse (Maggie Walsh)
- Jack Stehlin (Dr. Angleman)
- Conor O'Farrell (Colonel McNamara)

- Départ de la distribution récurrente de l'acteur George Hertzberg, qui interprétait le rôle d'Adam, principal antagoniste de la saison.
- Départ de la distribution récurrente et définitif de Lindsay Crouse, qui interprétait le rôle de Maggie Walsh depuis le début de la saison.
- Départ de la distribution récurrente et définitif de Leonard Roberts, qui interprétait le rôle de Forrest Miller depuis le début de la saison.

### Épisode 22:Cauchemar
- États-Unis : 23 mai 2000 sur The WB
- France : 
  - 25 octobre 2000 sur Série Club
  - 10 février 2001 sur M6

- Kristine Sutherland (Joyce Summers)
- Emma Caulfield (Anya Jenkins)
- Amber Benson (Tara Maclay)
- Mercedes McNab (Harmony Kendall)
- David Wells (l'homme au fromage)
- Michael Harney (le père d'Alex)
- Seth Green (Oz)
- Armin Shimerman (Principal Snyder)
- George Hertzberg (Adam)

## Analyse
Pour Joss Whedon, la saison aborde des thèmes tels que « la liberté, la peur et la quête identitaire ». Il marque l'entrée des personnages à l'université, une phase d'importants changements où on peut perdre de vue l'essentiel (en l'occurrence, les relations profondes unissant les quatre personnages principaux de la série qui se dégradent au cours de cette saison). Doug Petrie évoque quant à lui l'opposition entre la science et la magie. La science fait irruption dans l'univers de Buffy et tente de contrôler la magie, mais la magie se révèle être beaucoup trop puissante pour la science. Selon Roz Kaveney, les thèmes principaux de la saison sont l'autorité, l'ordre et le sentiment d'être étranger aussi bien à ses proches qu'à soi-même.

## DVD
La Saison 4 en DVD se présente sous la forme d'un coffret de 6 DVD qui comprend les 22 épisodes de la saison ainsi que les versions commentées des épisodes suivants :
- Intrigues en sous-sol commenté par Douglas Petrie ;
- Un silence de mort commenté par Joss Whedon ;
- Une revenante, partie 1 commenté par Douglas Petrie ;
- Superstar commenté par Jane Espenson ;
- Phase finale commenté par David Fury et James A. Contner ;
- Cauchemar commenté par Joss Whedon.

Parmi les autres bonus se trouvent plusieurs documentaires sur : 
- les décors de la série ;
- le personnage de Spike ;
- la musique de la série ;
- l'ensemble de la saison.